# Список Героев Советского Союза (Псковская область)
Список Героев Советского Союза из Псковской области.

## А
- Аказёнок, Борис Иванович
- Алексеев, Модест Алексеевич
- Алексеенко, Георгий Афанасьевич
- Анисимов, Алексей Васильевич

## Б
- Банифатов, Иван Сергеевич
- Барабанов, Пётр Васильевич
- Баранов, Пётр Александрович
- Белодедов, Александр Иванович
- Бисениек, Анастасия Александровна
- Блинов, Владимир Карпович
- Богданов, Николай Васильевич
- Богданов, Пётр Николаевич
- Богуславский, Владимир Григорьевич
- Бойцов, Александр Герасимович
- Бонин, Виктор Егорович
- Боровков, Павел Игнатьевич
- Боченков, Иван Андреевич
- Буданов, Феоктист Андреевич
- Будьков, Константин Александрович

## В
- Васильев, Иван Васильевич
- Васильев, Михаил Иванович
- Васильев, Никандр Васильевич
- Владысев, Василий Георгиевич
- Волков, Александр Иванович

## Г
- Гаврилов, Тимофей Кузьмич
- Герасимов, Филипп Филиппович
- Герман, Александр Викторович
- Глинский, Сергей Николаевич
- Гнаровская, Валерия Осиповна
- Голиков, Леонид Александрович
- Голубев, Михаил Трофимович
- Гриболев, Пётр Филиппович
- Григорьев, Александр Григорьевич
- Григорьев, Алексей Григорьевич
- Григорьев, Григорий Петрович
- Гультяев, Григорий Капитонович

## Д
- Данилов, Николай Фёдорович
- Демченко, Фёдор Васильевич
- Дерновский, Григорий Борисович
- Дризовский, Семён Борисович
- Дубенок, Геннадий Сергеевич

## Е
- Евдокимов, Владимир Тимофеевич
- Евстафьев, Георгий Алексеевич
- Егоров, Алексей Григорьевич
- Егоров, Владимир Васильевич
- Егоров, Тимофей Семёнович

## Ж
- Жолудев, Леонид Васильевич

## З
- Зайцев, Василий Михайлович
- Захаров, Иван Егорович
- Заходский, Александр Иванович
- Зуев, Иван Дмитриевич

## И
- Иванов, Александр Павлович
- Иванов, Александр Степанович
- Иванов, Виктор Павлович

## К
- Капитонов, Василий Ефимович
- Карасёв, Алексей Маркович
- Карасёв, Антон Андреевич
- Карпенко, Вилий Иванович
- Киселёв, Василий Иосифович
- Ковтюлев, Дмитрий Филиппович
- Козлов, Григорий Филиппович
- Козлов, Николай Александрович
- Козлов, Пётр Алексеевич
- Комарычев, Георгий Поликарпович
- Кондратьев, Сергей Николаевич
- Коробешко, Мирон Андреевич
- Королёв, Николай Михайлович
- Кузин, Алексей Николаевич
- Кузнецов, Василий Александрович
- Кузьмин, Матвей Кузьмич
- Кухарев, Григорий Никанорович

## Л
- Лазарев, Иван Романович
- Лазарев, Фёдор Фёдорович
- Лебедев, Алексей Иванович
- Лебедев, Константин Иванович
- Литвинов, Пётр Васильевич
- Лобанов, Александр Васильевич

## М
- Матросов, Александр Матвеевич
- Миронов, Владимир Петрович
- Михайлов, Борис Александрович
- Михайлов, Владимир Степанович
- Михайлов, Евгений Иванович
- Михайлов, Фёдор Михайлович
- Морозов, Евгений Тихонович

## Н
- Назарова, Клавдия Ивановна
- Немченок, Самсон Михайлович
- Нехаев, Михаил Константинович
- Никандров, Василий Никандрович
- Никандрова, Анна Алексеевна
- Никитин, Иван Никитич
- Николаев, Иван Николаевич
- Новиков, Александр Кириллович
- Новиков, Василий Захарович

## О
- Овсянкин, Михаил Иванович
- Омельянюк, Владимир Степанович

## П
- Павловский, Алексей Андреевич
- Панов, Дмитрий Петрович
- Панов, Михаил Фёдорович
- Папель, Арнольд Оскарович
- Перов, Иван Степанович
- Петров, Алексей Иванович
- Петров, Алексей Иванович
- Петров, Владимир Яковлевич
- Петров, Иван Петрович
- Петров, Михаил Тимофеевич
- Пискарёв, Иван Васильевич
- Покрамович, Дмитрий Семёнович
- Полонский, Евгений Фёдорович
- Попов, Александр Васильевич
- Пореченков, Иван Никандрович

## Р
- Родителев, Александр Михайлович

## С
- Священко, Юрий Григорьевич
- Селягин, Иван Николаевич
- Сергеев, Владимир Фёдорович
- Сидорович, Александр Николаевич
- Сизов, Василий Филиппович
- Сиротин, Николай Яковлевич
- Слепенков, Яков Захарович
- Степанов, Александр Алексеевич
- Степанов, Николай Никитович
- Стрелков, Николай Михайлович
- Стрепетов, Григорий Михайлович
- Сухобский, Николай Феофилович

## Т
- Тимофеев, Алексей Васильевич
- Тимофеев, Дмитрий Тимофеевич
- Тихмянов, Леонид Павлович
- Толкачёв, Василий Андреевич
- Третьяков, Николай Николаевич

## Ф
- Филиппов, Алексей Фёдорович
- Фоменков, Фёдор Васильевич

## Х
- Харитонов, Владимир Михайлович
- Харченко, Михаил Семёнович
- Ходаков, Дмитрий Дмитриевич
- Хрусталёв, Павел Павлович

## Ч
- Чернов, Михаил Макарович

## Ш
- Шариков, Александр Николаевич
- Шкурдалов, Евгений Викторович
- Шлюйков, Пётр Иванович
- Шутилов, Терентий Яковлевич

## Щ
- Щеглов, Иван Михайлович

## Ю
- Юнкеров, Николай Иванович

## Я
- Яковлев, Михаил Иванович